# Armand-Jean de Vignerot du Plessis
Pour les articles homonymes, voir Richelieu, Armand du Plessis et Jean du Plessis (homonymie).
Armand-Jean de Vignerot du Plessis, duc de Richelieu et de Fronsac, est un officier de marine français, né le 3 octobre 1629 au Havre de Grâce et mort le 20 mai 1715 à Paris.
Il est pair de France, prince de Mortagne, marquis du Pontcourlay, comte de Cosnac, de Barbezieux, de Cozes et Saujon, seigneur propriétaire de la juridiction et vicomté du Faou, Irvillac, Logonna et Villeneuve, baron du Pont.

## Biographie
Il naît au Havre de Grâce le 3 octobre 1629. Il est le fils de François de Vignerot, marquis de Pontcourlay, gouverneur du Havre, et de Marie-Françoise de Guémadeuc, baronne du Pont et de Rostrenen. Il est le frère de Jean-Baptiste Amador de Vignerot du Plessis et de Emmanuel-Joseph de Vignerot du Plessis. Ils sont les petits-neveux du cardinal de Richelieu par leur père, fils de Françoise du Plessis de Richelieu, sœur du cardinal. À la mort de son père, en 1646, il devient gouverneur des ville et citadelle du Havre et dépendances.
En 1642, il devient général des galères de France, charge qu'il conserve jusqu'en 1661.
En 1647, il est envoyé à Naples, qui s'est soulevée contre les Espagnols et a proclamé la République napolitaine. Fin décembre il remporte au large de Capri, face à l'escadre de don Juan d'Autriche, une victoire glorieuse mais non décisive. Par deux fois, le 29 décembre 1647 et le 1er janvier 1648, don Juan évite un nouveau contact[Où ?]. Le 5 janvier, faute de port ou de mouillage, Armand Jean se trouve contraint de quitter la baie de Naples sans avoir atteint l'objectif de la campagne : débarquer[Où ?] la batterie et les 1 800 hommes offerts par la France aux insurgés.
Durant la Fronde des princes, en 1651, il se range dans le parti de Condé.
Quinze ans après la mort de son grand-oncle le cardinal-duc, il reprend le titre de duc de Richelieu, par substitution de nom et d'armes, : le 15 janvier 1657, il prête serment au Parlement en qualité de duc et pair.
Héritier d'un bien considérable, il joue, affiche des maîtresses, dépense tout, et se retrouve bientôt criblé de dettes. En 1661, il vend pour 200 000 livres sa charge de général des galères. Il abandonne aussi son titre de gouverneur du Havre. En 1665, sur une partie de paume contre Louis XIV, il perd 25 tableaux de sa collection, dont treize Poussin.
En 1675, durant la révolte des Bonnets rouges, son château de Pont-l'Abbé est pillé, puis incendié.

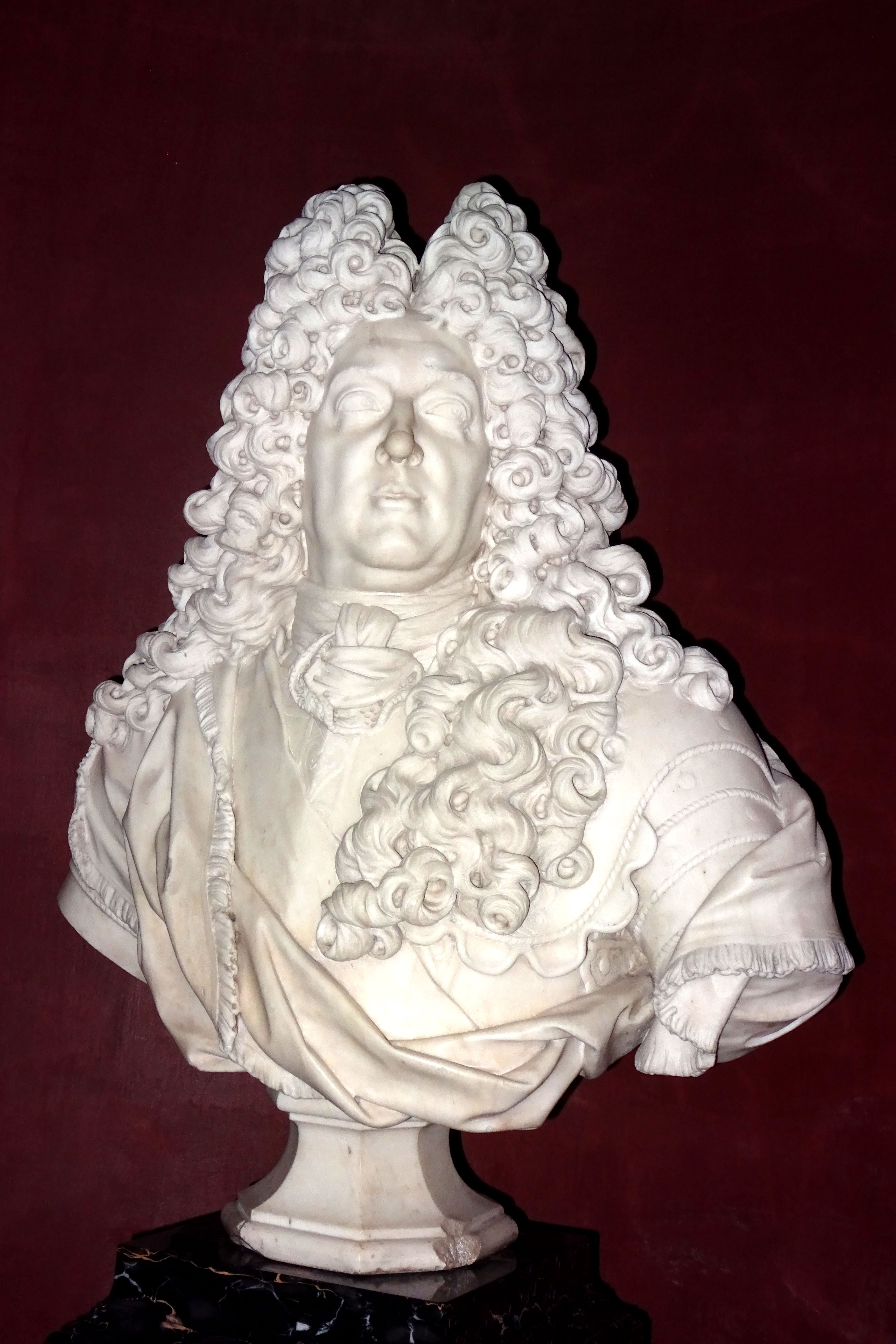
Buste de Jean-Armand du Plessis, duc de Richelieu, par Antoine Coysevox, marbre, 1700, musée Condé.

En 1679, il devient chevalier d'honneur de Madame la Dauphine. Mais, toujours dans la nécessité, il se démet de cette charge en 1684 contre 300 000 livres. En 1685, il vend sa baronnie du Pont. En 1688, il est fait chevalier de l'ordre du Saint-Esprit.
À la fin de sa vie, cherchant à s'introduire auprès de madame de Maintenon , il devient aussi dévot qu'il a été libertin. Il a dilapidé la fortune des Richelieu. Tous ses biens sont finalement saisis. Il meurt le 20 mai 1715, à Paris.

## Famille et descendance

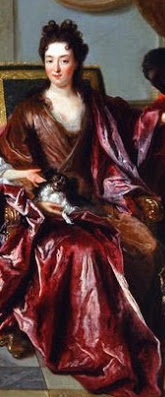
Marguerite-Thérèse Rouillé, veuve du marquis de Noailles, troisième épouse d'Armand Jean.

Le 26 décembre 1649, il épouse la veuve de François-Alexandre d'Albret, sire de Pons, Anne Poussard de Fors (1622-1684), dont il n'a pas d'enfant.
Le 30 juillet 1684, il épouse à Rueil, Anne-Marguerite d'Acigné, fille de Jean Léonard d'Acigné, comte de Grandbois, et de Marie Anne d'Acigné. Elle meurt à Paris, paroisse Saint Paul, le 20 août 1698. Ils ont quatre enfants :
- Marie-Catherine-Armande, dite mademoiselle de Richelieu, née[Où ?] le 22 juin 1685, mariée[Où ?] le 23 avril 1714 à François-Bernardin du Châtelet (1689-1754), comte de Clermont, gouverneur du château de Vincennes ; morte[Où ?] en 1760 ;
- Élisabeth-Marguerite-Armande, dite mademoiselle de Fronsac, née[Où ?] le 12 août 1686, religieuse à l'abbaye Saint-Rémy des Landes[17], puis prieure perpétuelle des bénédictines de la Présentation[18] ; morte[Où ?] le 9 juin 1744 ;
- Marie-Gabrielle-Élisabeth, née[Où ?] le 27 juin 1689, religieuse à l'abbaye de Port-Royal de Paris, puis coadjutrice de l'abbaye Sainte-Périne de La Villette ; abbesse du Trésor Notre-Dame en 1724 ; morte abbesse de l'Abbaye-aux-Bois, le 17 janvier 1770[19] ;
- Louis-François-Armand, duc de Richelieu (1696-1788).

Le 20 mars 1702 à Paris, paroisse Saint-Sulpice, Armand-Jean épouse en troisièmes noces Marguerite-Thérèse Rouillé, veuve de Jean-François de Noailles. Elle meurt à Paris, paroisse Saint-Sulpice, le 27 octobre 1729. Tous deux n'auront pas d'enfant.

## Iconographie
- Armand-Jean de Vignerot au siège de Castellammare en 1647  de Charles de La Fosse, musée des beaux-arts de Tours.